# Aristida ternipes
Aristida ternipes är en gräsart som beskrevs av Antonio José Cavanilles. Aristida ternipes ingår i släktet Aristida och familjen gräs. Inga underarter finns listade i Catalogue of Life.